# Larry Groupé

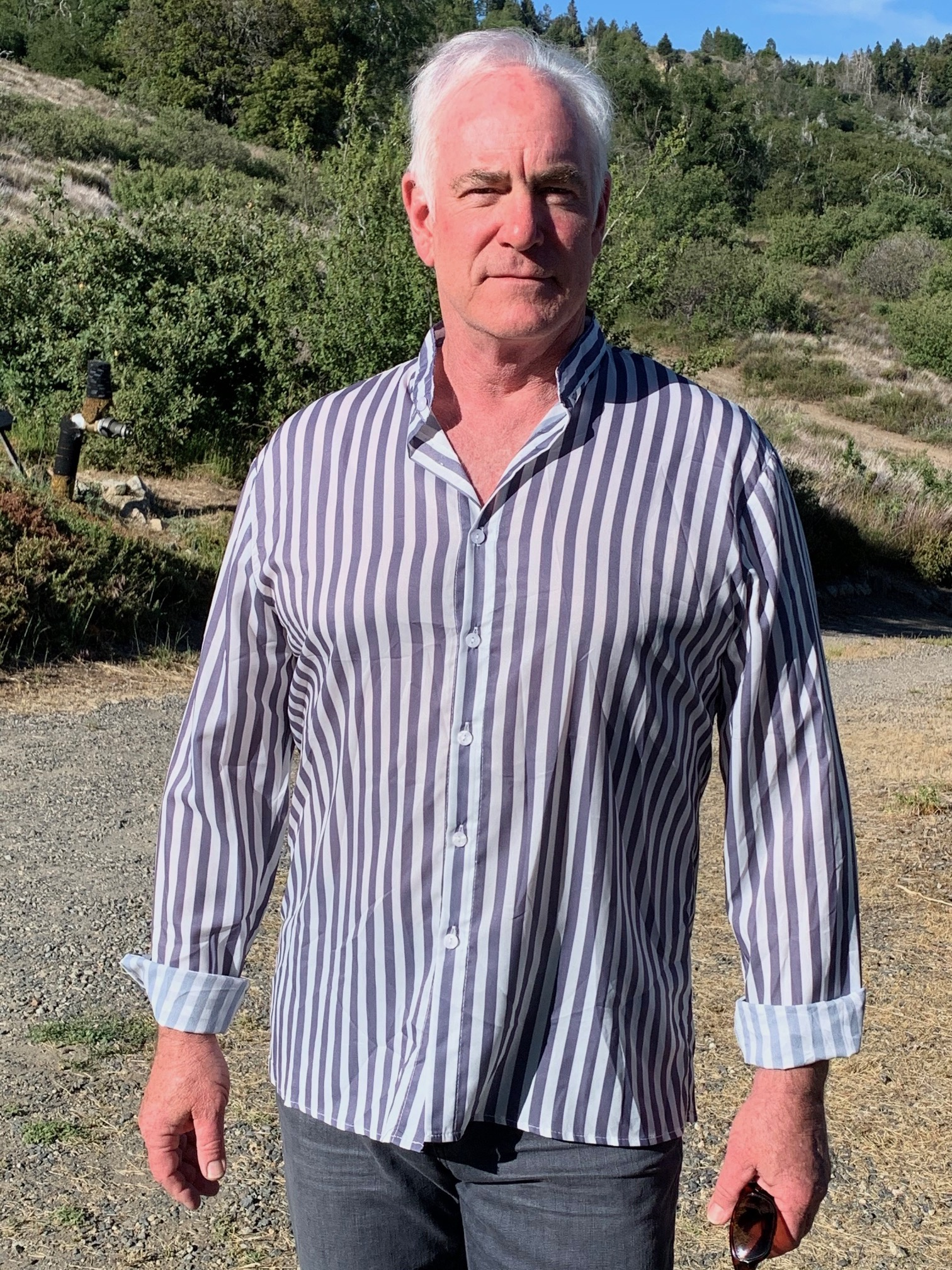
Larry Groupé

Lawrence Nash „Larry“ Groupé (* April 1957) ist ein US-amerikanischer Komponist.

## Leben
Nachdem Larry Groupé am Conservatory of Music, der Musikfakultät der University of the Pacific graduierte und in seinem Abschlussjahr eine Studenten-ASCAP-Auszeichnung erhielt, studierte er Komposition an der University of California, San Diego, wo er seinen Master of Music erhielt. Im Anschluss daran machte er sich ab 1984 als Musiker selbstständig und komponierte neben Konzertaufnahmen für Fernsehen und Film. So schrieb er die Musik für einige Filme des US-amerikanischen Filmregisseurs Rod Lurie Filme, darunter Deterrence, Rufmord – Jenseits der Moral, Nichts als die Wahrheit und zuletzt Straw Dogs – Wer Gewalt sät.

## Filmografie (Auswahl)
- 1992: Dead Girls Don’t Tango
- 1998: I Woke Up Early the Day I Died
- 1999: Deterrence
- 2000: Rufmord – Jenseits der Moral (The Contender)
- 2003: Schnelles Geld (Gentleman B.)
- 2003–2004: Line of Fire
- 2005–2006: Welcome, Mrs. President (Commander in Chief)
- 2006: Man About Town
- 2007: The Champ (Resurrecting the Champ)
- 2008: Nichts als die Wahrheit (Nothing But the Truth)
- 2011: Straw Dogs – Wer Gewalt sät (Straw Dogs)